# Shera Danese
Shera Danese (Hardsdale, Greenburgh, New York, 1949. október 9. –) amerikai színésznő.

## Pályafutása
Színészi karrierje 1976-ban kezdődött, One Day at a Time  egyik epizódjában. További televíziós szerepei közé tartoznak a Serpico, a Baretta, a Three’s Company, a Kojak, a Family, a Hart to Hart, a Starsky és a Hutch és a Charlie angyalai. Az 1983-as Kockázatos üzlet c. filmben egy Vicky nevű prostituáltat alakított.
Továbbá hat Columbo-részben is szerepelt.

## Magánélete
28 évesen találkozott Peter Falk színésszel (Columbo hadnagy), és 1977. december 7-én összeházasodtak. Ez volt Peter Falk második házassága, mely 33 évig tartott, Falk haláláig.

## Filmjei
- 1976: One Day at a Time
- 1976–1977: Three’s Company (tévésorozat, 2 epizód)
- 1976: Columbo: Két detektív, egy gyilkosság
- 1976–1977: Serpico (tévésorozat, 2 epizód)
- 1977: Kojak (tévésorozat, 1 epizód)
- 1977: New York, New York
- 1977: Baretta (tévésorozat, 1 epizód)
- 1977–1978: Starsky & Hutch (tévésorozat, 2 epizód)
- 1978: Columbo: Az ínyenc gyilkos
- 1978: Fame
- 1978–1979: Family (tévésorozat, 2 epizód)
- 1979: Charlie angyalai (tévésorozat, 1 epizód)
- 1979: Hart to Hart (tévésorozat, 1 epizód)
- 1983: Kockázatos üzlet
- 1983: Agatha Christie: Gyöngyöző cián (Sparkling Cyanide) ... Christine Shannon
- 1983: Ace Crawford, Private Eye (tévésorozat, 5 epizód)
- 1987: Bomba bébi
- 1989: Columbo: Gyilkosság, mint önarckép
- 1990: Mulberry Street
- 1991: Columbo: A rocksztár gyilkosa
- 1992: Örökké fiatalon
- 1994: Columbo: Titkos ügyek
- 1997: Columbo: Végzetes nyom
- 2000: Egy lúzer naplója
- 2002: John Q - Végszükség
- 2003: Apámra ütök
- 2005: Tuti kis öngyilkos buli
- 2006: Alpha Dog
- 2010: Cold Case  (Döglött akták (tévésorozat, epizód Bunny)